# Панксатоні (Пенсільванія)
Панксатоні (англ. Punxsutawney) — місто (англ. borough) в США, в окрузі Джефферсон штату Пенсільванія. Населення — 5769 осіб (2020).

## Географія
Панксатоні розташоване за координатами 40°56′37″ пн. ш. 78°58′29″ зх. д. / 40.94361° пн. ш. 78.97472° зх. д. (40.943745, -78.974766).  За даними Бюро перепису населення США в 2010 році місто мало площу 8,85 км², з яких 8,68 км² — суходіл та 0,17 км² — водойми.

## Демографія
Згідно з переписом 2010 року, у селищі мешкали 5962 особи в 2685 домогосподарствах у складі 1445 родин. Густота населення становила 674 особи/км².  Було 2995 помешкань (338/км²).
Расовий склад населення:
| - 96,8 % — білих - 1,5 % — чорних або афроамериканців - 0,4 % — корінних американців - 0,3 % — азіатів |

До двох чи більше рас належало 0,9 %. Частка іспаномовних становила 0,8 % від усіх жителів.
За віковим діапазоном населення розподілялося таким чином: 19,2 % — особи молодші 18 років, 61,2 % — особи у віці 18—64 років, 19,6 % — особи у віці 65 років та старші. Медіана віку мешканця становила 42,6 року. На 100 осіб жіночої статі у селищі припадало 84,5 чоловіків;  на 100 жінок у віці від 18 років та старших — 80,2 чоловіків також старших 18 років.
Середній дохід на одне домашнє господарство  становив 41 838 доларів США (медіана — 32 344), а середній дохід на одну сім'ю — 49 843 долари (медіана — 42 550). Медіана доходів становила 45 038 доларів для чоловіків та 25 227 доларів для жінок. За межею бідності перебувало 17,8 % осіб, у тому числі 25,5 % дітей у віці до 18 років та 5,0 % осіб у віці 65 років та старших.
Цивільне працевлаштоване населення становило 2363 особи. Основні галузі зайнятості: освіта, охорона здоров'я та соціальна допомога — 28,4 %, виробництво — 15,2 %, роздрібна торгівля — 14,8 %.